# Canton de Vandœuvre-lès-Nancy-Ouest
Le canton de Vandœuvre-lès-Nancy-Ouest est un ancien canton français qui était situé dans le département de Meurthe-et-Moselle.

## Histoire
Il a été créé en 1997, par scission du canton de Vandœuvre-lès-Nancy, qui a par ailleurs donné le canton de Vandœuvre-lès-Nancy-Est.
Ces deux cantons ont à nouveau été fusionnés en 2015.

## Administration
| Période | Période | Identité         | Étiquette | Qualité |
| ------- | ------- | ---------------- | --------- | --- |
| 1998    | 2001    | Pierre Rousselot | PS        | Ingénieur en informatique Maire de Vandœuvre-lès-Nancy (1989-1995) Ancien conseiller général du Canton de Vandœuvre-lès-Nancy (1994-1998) |
| 2001    | 2015    | Marc Saint-Denis | MoDem     | Infirmier Conseiller municipal de Vandœuvre-lès-Nancy                                                                                     |

## Composition
Le canton de Vandœuvre-lès-Nancy-Ouest se composait d'une fraction de la commune de Vandœuvre-lès-Nancy. Il comptait 16 374 habitants (population municipale) au 1er janvier 2012.
| Nom                 | Code Insee | Intercommunalité         | Population (dernière pop. légale)                |
| ------------------- | ---------- | ------------------------ | ------------------------------------------------ |
| Vandœuvre-lès-Nancy | 54547      | Métropole du Grand Nancy | Fraction : 16 374 (2012) Commune : 29 721 (2014) |

## Démographie
| 1962 | 1968 | 1975 | 1982 | 1990 | 1999 | 2009   |
| ---- | ---- | ---- | ---- | ---- | ---- | ------ |
| -    | -    | -    | -    | -    | -    | 17 197 |